# Latvia Esperanto-Asocio
A Latvia Esperanto-Asocio (LatEA) (magyar: Lett Eszperantó Szövetség, lett: Latvijas Esperanto asociācija) Lettország eszperantó nemzeti szervezete, amelyet 1988-ban alapítottak. 1989 óta az Eszperantó Világszövetség (UEA) tagja. A LatEA hírlevele a Latvia Esperantisto évente 6 alkalommal jelenik meg.

## Bemutatása
Két évvel az Unua Libro után az eszperantó is megjelent Lettországban. 1889-ben kiadták az első letteknek szóló eszperantó nyelvtankönyvet (lett Unua Libro). A tankönyv a 29. Unua Libro volt a sorban, és az első, ami Varsón kívül jelent meg. K. Zihman adta ki Rigában, de Rudolfs Libeks (1854-1908) tanár, író, társadalmi aktivista írta. 1904-ben Rigában megalapították a Peterburga Esperanto Societo „Espero” részlegét, amely elsősorban az eszperantóval foglalkozott az üzleti életben. 1910-ben Rigában jelent meg Lettországban első eszperantó újsága, a Riga stelo, amelyet Vladimiro fon Shmurlo (1865-1931) adott ki. 
1911-ben megalakult a Riga Stelo Societo (RSS) is, 1912-ben pedig a Riga Esperanto Societo(RES). A RES hivatalosan 1920 . április 27.-én megújította tevékenységét. A RES 1925-ben elkezdte kiadni az Ondo de Daugava folyóiratot. Latvia Laborista Esperanto Societo, 1927-ben jött létre. A Riga Esperanto Societo 1928-tól  Latvia Esperanto Societo (LatES) lett, ekkor született az az ötlet is, hogy a LatES-en kívül egy diák eszperantó kört is alapítsanak. 
Jelenleg az egyesülethez hozzávetőleg 100 eszperantista tartozik: Rigából, Liepájából, Cesisből, Priekuliból, Vaidavából, Jelgavából stb. Számos klub működik, ezek közül a legaktívabb a Riga Eszperantó Klub.
Bővebben: Az eszperantó mozgalom Rigában

## Fordítás
- Ez a szócikk részben vagy egészben  a   Latvia Esperanto-Asocio című eszperantó Wikipédia-szócikk ezen változatának fordításán alapul.  Az eredeti cikk szerkesztőit annak laptörténete sorolja fel. Ez a jelzés csupán a megfogalmazás eredetét és a szerzői jogokat jelzi, nem szolgál a cikkben szereplő információk forrásmegjelöléseként.